# Royal Saint Barbara’s Dortmund Golf Club

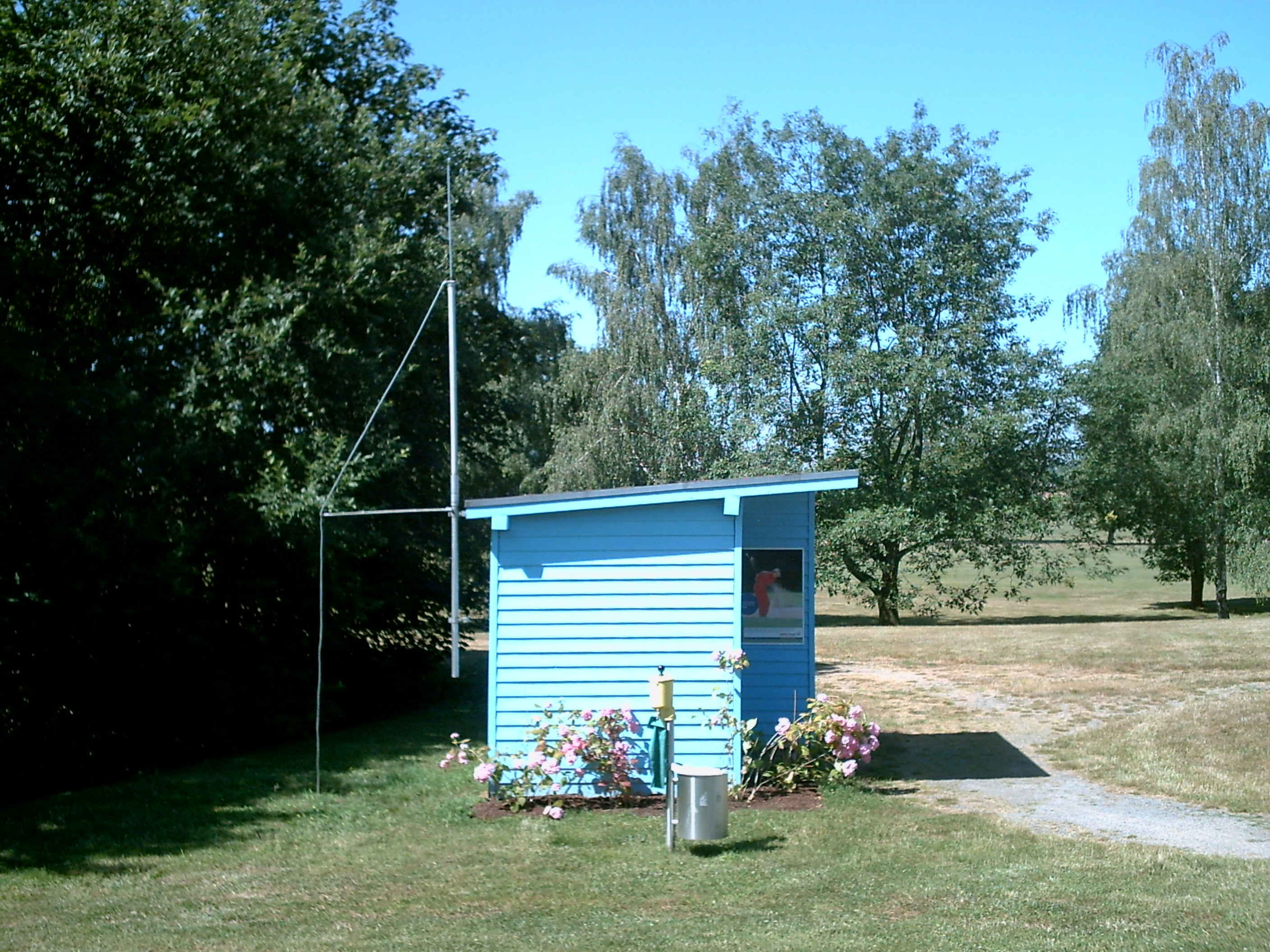
Blitzschutzhütte

Der Royal Saint Barbara’s Dortmund Golf Club ist ein Golfclub in Dortmund. Der Club wurde am 11. Juli 1995 gegründet.

## Golfplatz
Der 6110 m lange Golfplatz im Dortmunder Stadtteil Brackel zeichnet sich durch verschiedene Charakteristiken aus. Während beispielsweise die Bahnen vier und fünf einem Links Course ähneln, spielt man auf den Bahnen sechs bis acht durch einen Eichenwald. Insgesamt gilt der Platz als Parkland Course.
Der Golfplatz wurde 1969 von der Britischen Rheinarme gegründet, damals noch unter dem Namen Royal Artillery and Dortmund Garrison Golf Club. Er war Bestandteil der Napier Barracks. Aus ursprünglich sechs Golfbahnen wurden unter der Leitung des Royal Artillery and Dortmund Garrison Golf Club bis 1984 die gewohnten 18 Bahnen. Der Platz wurde unter Leitung des Golfplatzarchitekten Uli Katthöfer zwischen 2004 und 2009 neugestaltet. Unter anderem wurden 69 ehemalige Bunker der Kaserne im Jahr 2005 übererdet und darüber zwei neue Golfbahnen gestaltet. 2013/14 kamen zusätzliche Wasserhindernisse dazu.

## Naturschutzbelange
Im April 2023 bewarb sich der Golfclub mit seiner Golfanlage für die Teilnahme am Förderprojekt „GolfBiodivers“ (Biodiversitätseffekte einer ökologischen Aufwertung von Golfanlagen) und bekam den Zuschlag als einer von acht Golfclubs in Nordrhein-Westfalen. Die Universität Münster ist als Partner in einem von der TU München geleiteten Konsortium für die Betreuung und die Untersuchung des Golfplatzes zuständig.
Im Rahmen des Projekts werden die Biodiversität fördernde Aufwertungsmaßnahmen für Golfplätze finanziell unterstützt. Das Projekt läuft über sechs Jahre und ist als Vorher-Nachher-Studie angelegt. Auf den ausgewählten Flächen wird ein regelmäßiges Monitoring durchgeführt, um die Entwicklung der Artenvielfalt über diesen Zeitraum festzustellen.